# Palais des sports de Libreville
Le Palais des Sports de Libreville est une arena polyvalente située à Libreville, au Gabon.

## Histoire
Situé à côté du Stade Complexe Multisports, dans le quartier Petit Paris, le Palais des Sports a été construit pour accueillir le Championnat d'Afrique des Nations de handball 2018 et les 33 matchs du tournoi s'y sont déroulés.
Cependant, l'arène peut être utilisée pour organiser des matchs de handball, de volley-ball, de basket-ball et d'autres sports d'équipe ou individuels.